# رحيم خان
رحيم خان (بالإنجليزية: Rahim Khan) هو لاعب هوكي الحقل باكستاني، ولد في 1971.

## وصلات خارجية
- رحيم خان على موقع الاتحاد الدولي للهوكي (الإنجليزية)
- رحيم خان على موقع اللجنة الأولمبية الدولية (الإنجليزية)
- رحيم خان على موقع أوليمبيديا (الإنجليزية)